# Juan G. Sanguin
Juan G. Sanguin (1933. - 7. siječnja 2006.), argentinski astronom
Vodio je proučavanja malih tijela Sunčeva sustava na astronomskom kompleksu El Leoncitu (CASLEO) više od 25 godine. Surađivao je s Carlosom Cescom.
Poznat u astronomskoj zajednic po otkriću periodičnog kometa 92P/Sanguin 15. listopada 1977. godine koji je uočio u El Leoncitu.
Njemu u čast nazvan je asteroid 5081 Sanguin.